# Калининградский областной радиотелевизионный передающий центр
Калининградский областной радиотелевизионный передающий центр — подразделение Российской телевизионной и радиовещательной сети (РТРС), основной оператор цифрового эфирного и аналогового эфирного теле- и радиовещания Калининградской области. Радиоцентр №5  расположен к северо-востоку от пос. Большаково.
В 2009—2018 годах филиал выступал исполнителем мероприятий по строительству цифровой эфирной телевизионной сети в Калининградской области в соответствии с федеральной целевой программой «Развитие телерадиовещания в Российской Федерации на 2009—2018 годы».
Филиал обеспечивает 100 % населения Калининградской области 20-ю бесплатными цифровыми эфирными телеканалами: Первый канал, Россия-1, Матч ТВ, НТВ, Пятый канал, Россия К, Россия 24, Карусель (телеканал), Общественное телевидение России, ТВ Центр, Рен-ТВ, Спас, СТС, Домашний, ТВ-3, Пятница, Звезда, Мир, ТНТ, Муз-ТВ и радиостанциями «Радио России», «Маяк» и «Вести ФМ».
Помимо этого, инфраструктура филиала задействована в развитии сети Интернет и мобильной телефонной связи в регионе.
В 2019 году филиал РТРС «Калининградский ОРТПЦ» победил в номинации «Лучший коллективный договор в организациях внебюджетной сферы» в конкурсе «Коллективный договор — основа защиты социально-трудовых прав работников».

## История
В марте 1946 года в областном центре начались трансляции программ из Москвы через громкоговорители на улицах.
В марте 1947 года в эфир вышли первые калининградские передачи, их подготовкой занимался областной радиокомитет.
20 ноября 1947 года была организована Калининградская радиовещательная станция второго класса в составе областного производственно-технического управления связи. Эта дата считается днем основания Калининградского областного радиотелевизионного передающего центра.
Родоначальником калининградского парка передающего оборудования стал фронтовой передатчик «Пчела» мощностью 1 кВт.
В январе 1954 года радиоцентр ввел в эксплуатацию средневолновый радиовещательный передатчик «Электроимпекс» мощностью 135 кВт (РВ-143) для организации радиовещания на Запад и в районы Атлантики, где трудовую вахту несли калининградские моряки и рыбаки.
В 1955 году Радиоцентр начал установку телевизионного передатчика и строительство башни «Западная» высотой 74 м.
2 мая 1957 года состоялась первая опытная передача — показ художественного фильма «Александр Попов».
Летом 1957 года заработала первая Калининградская студия телевидения.
В 1960-е годы Калининградский Радиоцентр обновил парк передающего оборудования. Расширена зона уверенного приема радиосигнала в области, увеличено количество транслируемых радиопрограмм.
В 1962 году Радиоцентр создал передающий цех на пересечении Советского проспекта и улицы Нарвской. Установлена телевизионная мачта «Восточная» высотой 151 м, ставшая самым высоким сооружением города.
В декабре 1965 года в поселке Веселовка Черняховского района открылся цех-близнец с такой же мачтой.
В 1974 году построена и введена в эксплуатацию Радиостанция № 1 у поселка Большаково Славского района. В штат подразделения вошло 140 человек.
В 1975 году Радиостанция № 1 начала работу на полную мощность.
В декабре 1975 года на Радиостанции ввели в эксплуатацию второй производственный цех: передатчики типа «Пурга», «Циклон», «Снежинка», которые работали в системе РУ-2 (радиозащита).
В 1979 года Радиоцентр № 5 в качестве структурного подразделения вошел в состав Союзного узла радиовещания и радиосвязи г. Ленинграда № 2 (СУР-2).
3 мая 1986 года Указом Президиума Верховного Совета СССР Союзный узел радиовещания и радиосвязи г. Ленинграда № 2 был награжден орденом Трудового Красного Знамени.
В мае 1985 года за проведение работ по модернизации радиовещательного оборудования Радиоцентр № 5 был удостоен Диплома II степени Главного комитета Выставки достижений народного хозяйства СССР. Ряд работников был награжден золотыми и серебряными медалями ВДНХ.
В 1988 году после выхода директивы о прекращении подавления сигналов зарубежных радиостанций часть коротковолновых передатчиков была демонтирована, а часть переориентирована на радиовещание.
В начале 1990-х годов при активном участии специалистов Радиоцентра № 5 открыта первая FM-станция в Калининградской области — «Радио Бас».
13 августа 2001 года Указом Президента Российской Федерации № 1031 создана Российская телевизионная и радиовещательная сеть.
17 ноября 2001 года Калининградский областной радиотелевизионный передающий центр был реорганизован в филиал РТРС «Калининградский ОРТПЦ».
26 августа 2003 года Радиоцентр № 5 вошел в состав филиала РТРС «Калининградский ОРТПЦ».

## Деятельность
Калининградская область вошла в первую очередь создания цифровой эфирной телесети в соответствии с федеральной целевой программой «Развитие телерадиовещания в Российской Федерации на 2009—2018 годы».
В 2010 году калининградский филиал РТРС начал тестовую трансляцию 10 телеканалов первого мультиплекса со станций в Калининграде, Советске, Большаково, Веселовке и Куйбышевском.
В 2011—2018 годах калининградский филиал создал в регионе сеть цифрового эфирного телерадиовещания из 11 передающих станций. Шесть из них были возведены с нуля.
В 2015 году калининградский филиал РТРС начал трансляцию первого мультиплекса по всему региону.
В 2017 году филиал РТРС начал включение региональных программ ГТРК «Калининград» в эфирную сетку телеканалов первого мультиплекса «Россия-1» и «Россия-24» и радиостанции «Радио России».
В 2018 году филиал включил все передатчики второго мультиплекса в Калининградской области, цифровой телесигнал стал доступен для 100 % населения региона — более чем 900 тысяч человек.
В 2018 году специалисты филиала перевели трансляцию программ первого мультиплекса на востоке области на 37 ТВК (602 МГц). Это позволило улучшить характеристики приема сигнала и увеличить зону обслуживания.
3 июня 2019 года в регионе прекратилось аналоговое вещание федеральных телеканалов. Калининградская область полностью перешла на цифровое эфирное телевидение.
5 ноября 2019 года РТРС начал цифровую трансляцию программ регионального телеканала «Каскад ТВК» в сетке телеканала ОТР.

## Организация вещания
Филиал РТРС транслирует в Калининградской области:
- 20 телеканалов и три радиостанции в цифровом формате;
- один телеканал и 13 радиоканалов в аналоговом формате[35].

Инфраструктура эфирного телерадиовещания калининградского филиала РТРС включает в себя:
- областной радиотелецентр;
- три производственных подразделения;
- центр формирования мультиплексов;
- 13 передающих станций;
- 13 антенно-мачтовых сооружений;
- 32 приемные земные спутниковые станции;
- 13 пролетов радиорелейных станций;
- 538 км радиорелейных линий связи.

## Социальная ответственность
Коллективный договор
19 марта 2020 года заключен коллективный договор РТРС на 2020—2023 годы. В новом коллективном договоре РТРС сохранены действующие социальные льготы и гарантии для работников, в том числе более 30 социальных льгот сверх предусмотренных Трудовым кодексом РФ.
25 октября 2019 года калининградский филиал РТРС получил диплом за победу в конкурсе «Коллективный договор — основа защиты социально-трудовых прав работников».

## Руководитель
С 2011 года Калининградским филиалом РТРС руководит Валентин Разумов — мастер связи, почетный радист, заслуженный работник связи Российской Федерации.
Валентин Разумов родился 27 августа 1946 года в городе Советске Калининградской области. В 1974 году окончил Калининградское высшее инженерное морское училище по специальности «Радиотехника». После обучения в университете прошел путь от инженера до начальника Радиоцентра № 5. С 2003 года — исполнительный директор филиала РТРС «Калининградский ОРТПЦ».
Награжден орденом «Знак Почета», нагрудным знаком ФНПР «За Содружество».
В январе 2022 года директором филиала РТРС «Калининградский ОРТПЦ» назначен Тищенко Эдуард Александрович.
Родился в 1969 году в городе Артем Приморского края. Окончил Дальневосточный технологический институт (Владивостокский государственный университет экономики и сервиса), Российскую академию народного хозяйства и государственной службы при Президенте Российской Федерации. В 1994-2000 годах работал инженером в ГТРК «Камчатка», с 2003 года — начальник отдела надзора за радиочастотным спектром по Камчатской области. С 2006 по 2009 годы работал в Дальневосточном региональном центре РТРС сначала начальником центра телерадиовещания и спутниковой связи Петропавловска-Камчатского, впоследствии - главным инженером филиала. В 2017-2021 годах работал директором филиала РТРС «Саратовский ОРТПЦ».
Награжден благодарностью министра связи и массовых коммуникаций Российской Федерации и памятным знаком Федеральной службы по надзору в сфере связи, информационных технологий и массовых коммуникаций. Мастер связи.